# مسجون مع الفراعنة
«مسجون مع الفراعنة» (بالإنجليزية: Imprisoned with the Pharaohs)‏ (سميت «تحت الأهرامات» في المسودة، كما نشرت بعنوان «مدفون مع الفراعنة») هي قصة قصيرة بقلم كاتب الخيال الأميركي هوارد فيليبس لافكرافت وكتبها في فبراير 1924. بتكليف من ج. س. هينبرغر مؤسس مجلة حكايات غريبة. تروي القصة سجلا خياليا في منظور الشخص الأول حول حادثة حقيقية مزعومة لفنان الهروب هاري هوديني. تدور الأحداث في مصر في عام 1910، حيث يجد هوديني نفسه مختطفا من قبل مرشد سياحي يشبه فرعونا قديما، وألقي به أسفل حفرة عميقة بالقرب من تمثال أبو الهول في الجيزة. أثناء محاولته للعثور على طريق العودة يعثر على كهف شعائري ضخم ويصادف إلها حقيقيا استلهم منه تمثال أبو الهول.
قبل لافكرافت الوظيفة بسبب المال الذي عرض عليه من قبل هينبيرغ. ونشرت الرواية في أعداد مايو-يونيو-يوليو 1924 من مجلة حكايات غريبة، رغم أنها نسبت فقط إلى هوديني حتى أعيد طبعها 1939. استمتع هوديني بالحكاية وبدأ الرجلان يتعاونان في عدة مشاريع صغيرة حتى وفاة الأخير عام 1926. كان لهذه القصة تأثير على كتاب آخرين مثل روبرت بلوتش، كما كان لها آثر على أعمال لافكرافت اللاحقة مثل «البيت المنبوذ».